# Rhoicinus lugato
Espèce
Rhoicinus lugato est une espèce d'araignées aranéomorphes de la famille des Trechaleidae.

## Distribution
Cette espèce est endémique d'Amazonas au Brésil,. Elle se rencontre dans l'île de Marchantaria sur le rio Solimões.

## Description
Le mâle holotype mesure 7,30 mm, sa carapace mesure 3,50 mm de long sur 2,60 mm de large et l'abdomen 3,70 mm de long.

## Publication originale
- Höfer & Brescovit, 1994 : On the spider genus Rhoicinus (Araneae, Trechaleidae) in a central Amazonian inundation forest. Journal of Arachnology, vol. 22, no 1, p. 54-59 (texte intégral).